# سفارت بلژیک در ورشو
سفارت بلژیک در ورشو (به لاتین: Embassy of Belgium in Warsaw) یک سفارت در لهستان است که در ورشو واقع شده‌است.